# Acortinador
Un acortinador és un tipus de llança d'extinció d'incendis, que forma una cortina d'aigua per a la protecció contra incendis de dipòsits o instal·lacions sensibles a la calor radiant o a la projecció d'espurnes. També s'utilitza per a l'autoprotecció dels bombers en els incendis forestals, en cas d'atrapament.
El seu funcionament es basa en el pas de l'aigua per l'interior del ràcord i del cos, xocant contra l'escut frontal que té forma cicloïdal, i per la ranura superior que hi ha a la unió del cos i l'escut, surt l'aigua formant un ventall protector.
El volum de descàrrega i formació del ventall van en funció del cabal i la pressió de l'aigua. Hi ha acortinadors de diàmetres 25, 45 i 70 mm, de baixa o alta pressió.